# Region Hokuriku
Region Hokuriku (jap. 北陸地方 Hokuriku-chihō; dosł. Region Północnej Ziemi) - region geograficzny w północno-zachodniej części wyspy Honsiu, w Japonii. Usytuowany jest wzdłuż wybrzeża Morza Japońskiego i jest częścią regionu Chūbu.

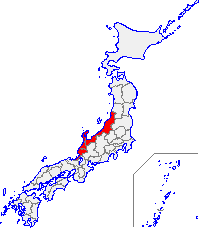
Region Hokuriku

Obszar Hokuriku pokrywa się w znacznej mierze z historycznymi prowincjami: Koshi i Hokurikudō.
W skład tego regionu wchodzą prefektury: Toyama, Ishikawa i Fukui. Czasem również prefektura Niigata jest zaliczana do tego regionu.